# Abies beshanzuensis
Abies beshanzuensis ist eine Pflanzenart aus der Familie der Kieferngewächse (Pinaceae). Diese in China endemische, gefährdete Art ist nur von einer einzigen, fünf Exemplare umfassenden, Baumgruppe bekannt.

## Beschreibung
Abies beshanzuensis wächst als geradstämmiger Baum und kann Wuchshöhen von bis zu 30 Metern und Brusthöhendurchmesser von bis zu 80 Zentimetern erreichen. Die Äste gehen waagerecht vom Stamm ab. Die harzigen Knospen sind oval bis konisch geformt und gelbbraun gefärbt. Die Nadeln sind 1 bis 4,2 Zentimeter lang, 2,5 bis 3,5 Millimeter breit und besitzen eine eingekerbte Nadelspitze. Sie stehen kammartig angeordnet an den Zweigen und sind an der Nadelbasis verdreht. Die Nadeloberseite ist glänzend dunkelgrün gefärbt während die Nadelunterseite blasser ist. An der Nadelunterseite befinden sich zwei weiß gefärbte Stomatabänder.
Junge Bäume besitzen eine glatte, hellgraue Rinde, welche später schuppig wird und der Länge nach aufreißt. Die Rinde der Zweige ist hell gelblich bis braungelblich. Bei manchen Zweigen verfärbt sie sich nach drei oder vier Jahren grauschwarz. Nach dem Abfall der Nadeln bleiben runde bis ovale Narben zurück.
Die männlichen Blütenzapfen sind gelblich und stehen an den Verzweigungen der Äste. Sie werden zwischen 2 und 2,5 Zentimeter groß. Die Befruchtung der weiblichen Blütenzapfen findet im Mai statt. Die aufrecht stehenden Zapfen werden 7 bis 11 Zentimeter lang und 3,5 bis 4,5 Zentimeter dick. Sie sind zylindrisch geformt und zur Reife im Oktober bis November braungelb bis hellbraun gefärbt. Die Samenschuppen werden 1,8 bis 2,4 Zentimeter lang und 2,5 bis 3 Zentimeter breit. Die eiförmigen und geflügelten Samen sind 6 bis 9 Millimeter lang und 3 bis 4 Millimeter dick. Mit dem Flügel werden sie 13 bis 19 Millimeter lang.

## Verbreitung und Standort

Karte, in dem das Gebiet markiert ist, in dem das natürliche Vorkommen der Art liegt

Abies beshanzuensis kommt nur im Südwesten von Zhejiang im Baishanzu Shan vor. Als die Art 1963 entdeckt wurde wuchsen am natürlichen Standort nur sieben Exemplare. Drei wurden in den Botanischen Garten von Peking gebracht, wo sie nach kurzer Zeit starben. 1988 umfasste der Bestand nur mehr drei Exemplare. Im Jahr 1998 war der natürliche Bestand wieder auf fünf Bäume angewachsen. Der Standort der letzten Exemplare ist eine einzige Baumgruppe, welche sich nordöstlich von Qingyuan befindet.
Die Art stellt eine Baumart des maritimen Klimas mit warmen Sommern und kalt-nassen Wintern dar. Sie kommt in Höhenlagen von 1.500 bis 1.700 Metern vor. Der Jahresniederschlag beträgt rund 1.250 mm.
In der Baumgruppe kommen einige breitblättrige Laubbäume wie Ahorne (Acer), Scheinkastanien (Castanopsis), die Glänzende Buche (Fagus lucida), Lithocarpus hancei, Magnolia cylindrica und Eichen (Quercus) vor. Neben den Laubbäumen kommen auch Nadelbäume wie die Chinesische Kopfeibe (Cephalotaxus sinensis), die Chinesische Sicheltanne (Cryptomeria japonica var. sinensis), die Chinesische Eibe (Taxus sumatrana) und die Taiwan-Hemlocktanne (Tsuga chinensis) vor.

## Systematik
Abies beshanzuensis wird innerhalb der Gattung der Tannen (Abies) der Sektion Momi und der Untersektion Firmae zugeordnet. Die Art wird von manchen Autoren mit Delavays Tanne (Abies delavayi) gleichgestellt. Die nächstverwandte Art scheint die Momi-Tanne (Abies firma) zu sein. Von manchen Autoren wird Abies ziyuanensis als Varietät von Abies beshanzuensis angesehen.

## Gefährdung und Schutz
Da am natürlichen Standort nur mehr fünf Bäume stehen wird Abies beshanzuensis in der Roten Liste der IUCN als „vom Aussterben bedroht“ geführt. Als Hauptgefährdungsgründe werden die Ausbreitung der Landwirtschaft sowie Waldbrände in Verbindung mit der geringen Fortpflanzungsrate genannt.